# Музей морської флори і фауни (Керч)
Музей морської флори та фауни — музей у Керчі, створений у Південному науково-дослідному інституті рибного господарства та океанографії (ПівдНІРО), єдиному в Криму і раніше в Україні інституті в галузі рибного господарства. У Російській федерації з 2017 року є Керченською філією Азовського НДІ рибного господарства.
Музей має понад 4000 експонатів морських гідробіонтів у вигляді препаратів та опудал. Найбільш повно представлена в музеї іхтіофауна Азово-Чорноморського басейну.

## Історія створення
1922 року в Керчі було створено іхтіологічну лабораторію, яку 1927 року перейменували на наукову станцію рибного господарства. У 1933 році на її основі було створено Азово-Чорноморський науковий інститут океанографії та морського рибного господарства. Були відкриті філії інституту в Ростові-на-Дону, Одесі та Батумі. Для досліджень збудували спеціалізоване судно. 1958 — початок масштабних наукових досліджень в Індійському, Атлантичному та Південному океанах.
Відгукуючись на прохання міської влади підготувати експозицію з морськими істотами, з 1962 року з океанів та морів наукові експедиції почали привозити до ПівдНІРО експонати. Це були не тільки види риб, а й різноманітні водорості, молюски, корали, морські змії та птахи. У 1978 році експозиція була зареєстрована в Управлінні культури та офіційно стала музейним зібранням. Окремого приміщення музей не має, на сьогоднішній день всі експонати розташовані на двох поверхах науково-дослідного інституту.
У 1991 році, за ініціативою одного зі співробітників Інституту, що взяв участь у міжнародній ботанічній експедиції прибережними країнами Африки та островами Індійського океану, у музеї з'явилася флористична колекція, що являє не тільки водорості, але і різноманітні сухопутні рослини: гілки араукарій, гігантські кореневища та стебла бамбука, плоди калебасового дерева, знамените глечикоподібне листя -пастки хижих непентесів тощо. У фауністичний сектор співробітником були додані сухопутні тварини (хамелеони Мадагаскару).

## Експозиція
На першому поверсі музею міститься колекція риб великого розміру, таких, як риба-пила, манта, акула мако, риба-меч, акула-домовий, акула-лисиця, кам'яний окунь, вітрильник, марлін. Екземпляр риби-пили завдовжки сягає 3 метрів. Крім риб, тут розташували представників підтипу ракоподібних, у тому числі тут представлений чорноморський омар, що мешкає біля берегів Туреччини, камчатський краб, розмах лап якого сягає 2 метрів, різні вусоногі раки, у тому числі балянуси, які обростають скелі та кораблі. Один із чудових експонатів музею — рак-мечехвіст, близькі родичі якого живуть у морях Землі не менше двохсот мільйонів років, із тріасового періоду. Другий поверх являє зібрання коралів, губок, молюсків. У колекцію молюсків також включені головоногі молюски: каракатиці, кальмари, восьминоги, аргонавти та наутилуси. Губки в колекції музею представлені тропічними, середземноморськими та антарктичними видами. Одна з найбільших за розміром — Кубок Нептуна, родом із В'єтнаму. Також у музеї представлені вапняні та кам'яні губки, що привезені з антарктичних вод, а також тропічні морські змії. «Родзинкою» музею вважаються об'єкти викопного походження — останки риб, вік яких понад 10 мільйонів років, та морських ссавців, знайдені на Керченському півострові. На третьому поверсі інституту триває підготовка до відкриття нового відділу музею. Там припускають уявити морських та прісноводних плаваючих птахів.
Музей відкритий для платного індивідуального та групового відвідування, екскурсоводами виступають співробітники інституту. Музей працює з 9:00 до 17:00, вихідний понеділок. Проводяться тематичні екскурсії для освітніх закладів.
Також підготовлені відеоекскурсії експозицією.

## Адреса
вул. Свердлова, 2, м. Керч, Крим, Україна, 298300